# نابی کلارک
نابی کلارک (انگلیسی: Nobby Clarke؛ ۴ سپتامبر ۱۹۰۷ – ۱۹۸۱ (۷۳−۷۴ سال)) بازیکن فوتبال بود.
از باشگاه‌هایی که در آن بازی کرده‌است می‌توان به باشگاه فوتبال لیدز یونایتد اشاره کرد.